# Пянда (посёлок)
Пя́нда — сельский населённый пункт в Виноградовском районе Архангельской области России. Входит в состав Березниковского сельского поселения (до 1 июня 2021 года городского).

## География
Посёлок Пянда стоит на левом берегу Северной Двины, ниже по течению, чем деревня Пянда и посёлок Новый. Через посёлок протекает одноимённая река Пянда. К северо-западу от посёлка находится озеро Талто.

## Население
Численность населения посёлка, по данным Всероссийской переписи населения 2010 года, составляла 446 человек.

### Топографические карты
- [mapp38.narod.ru/map1/index37.html P-38-39,40. (Лист Березник)]
- Пянда на Wikimapia
- Пянда. Публичная кадастровая карта
- Топографическая карта Р-38-07_08 Березник.